# احتجاجات 2025 ضد حماس في قطاع غزة
تشير احتجاجات 2025 ضد حماس في قطاع غزة إلى سلسلة من التظاهرات الشعبية التي اندلعت في مناطق مختلفة من القطاع ابتداءً من 25 آذار/مارس 2025، ضد الحركة التي تحتكر السلطة في غزة منذ عام 2007. طالب المحتجون بإنهاء حكم حماس ووقف الحرب الجارية مع إسرائيل. وجاءت هذه التظاهرات في إطار أوسع من موجة احتجاجات ضد استمرار الحرب، ويُعتقد أنها تعكس حالة من الإنهاك الشعبي العميق في ظل تصاعد العمليات العسكرية الإسرائيلية في الأسابيع السابقة.
وفي 19 أيار/مايو 2025، شهدت مدينة خان يونس جنوب القطاع مظاهرات حاشدة، ردد فيها المتظاهرون شعارات مثل: "بدنا نعيش.. مش لاقين لقمة عيش" و"شعب غزة وين يروح.. وقفوا الحرب والتهجير"، مطالبين بوقف القتال وإنهاء حالة النزوح الجماعي، في ظل تصاعد الهجوم الإسرائيلي وخطر المجاعة المتفاقم في القطاع المحاصر. وسارت الحشود وسط خيام النازحين والركام، في مشهد يعكس عمق المعاناة الإنسانية واتساع دائرة الغضب الشعبي من استمرار الحرب وهيمنة حماس على القرار السياسي.
تُعد هذه الاحتجاجات الأكبر من نوعها ضد حماس منذ الهجوم الذي شنّته الحركة على إسرائيل في 7 تشرين الأول/أكتوبر 2023. وسبق أن شهد القطاع احتجاجات مناهضة لحماس في صيف 2023، وفي عام 2019، وبين عامي 2011 و 2012.

## خلفية
الأزمة الإنسانية والمواقف من حماس
في ظل حكم حماس واستمرار الحصار الإسرائيلي، تدهورت الأوضاع المعيشية في قطاع غزة، وواجهت الحركة انتقادات متعددة بتهم تتعلق بانتهاكات حقوق الإنسان بحق المدنيين الفلسطينيين.
قبل أشهر من اندلاع الحرب، خرجت احتجاجات واسعة ضد حماس بسبب تدهور الأوضاع الاقتصادية، وقد قمعتها الشرطة بعمليات اعتقال. ومع بدء الحرب بعد هجمات 7 تشرين الأول/أكتوبر، ازدادت الأوضاع سوءًا، حيث يواجه السكان أزمة إنسانية حادة تشمل نقصًا في الكهرباء والغذاء، إلى جانب المجاعة وتوسع الحصار الإسرائيلي.
أظهرت استطلاعات رأي أجراها المركز الفلسطيني للبحوث السياسية والمسحية تراجع شعبية حماس في القطاع من 42% بعد هجمات 7 أكتوبر إلى 21% في كانون الثاني/يناير 2025. ووفقًا لاستطلاع أجراه معهد "غالوب إنترناشيونال" في آذار/مارس 2025، فإن أكثر من نصف سكان غزة يرغبون في مغادرة القطاع إذا أُتيح لهم ذلك، مشيرين إلى انعدام الأمن وأزمات حادة في الكهرباء والوقود والمياه والغذاء.
انهيار وقف إطلاق النار
دخل وقف إطلاق نار بين إسرائيل وحماس حيّز التنفيذ من 19 كانون الثاني/يناير حتى 18 آذار/مارس 2025، حيث انسحب الجيش الإسرائيلي من معظم مناطق القطاع، وتوقفت العمليات العسكرية مؤقتًا. لكن في ليلة 18 آذار، أنهت إسرائيل التهدئة بشنّ غارات جوية مباغتة استهدفت قيادات في حماس، وفقًا لما أعلنته. وأسفرت الهجمات، بحسب مصادر فلسطينية، عن أكثر من 500 قتيل.
اندلعت الاحتجاجات بعد يوم واحد من إطلاق حركة الجهاد الإسلامي، المتحالفة مع حماس، صواريخ باتجاه إسرائيل، أعقبها أمر إسرائيلي لسكان منطقة واسعة في بيت لاهيا بإخلاء منازلهم، مما أثار موجة غضب واسعة بين السكان.

## احتجاجات مارس

#### بيت لاهيا
في بيت لاهيا شمال القطاع، خرجت حشود من مئات إلى آلاف الأشخاص، معظمهم من الرجال، في مظاهرات حاشدة عقب مطالبة إسرائيل بإخلاء المدينة. رفع المحتجون الأعلام البيضاء ورددوا شعارات مثل "ارحلوا يا حماس" و"حماس إرهابية"، كما ظهرت لافتات كُتب عليها "أوقفوا الحرب" و"نريد أن نعيش بسلام". وردد البعض هتافات ضد جماعة الإخوان المسلمين. ووفقًا لصحيفة "جيروزاليم بوست"، طالب بعض المتظاهرين بالإفراج عن الأسرى الأحياء، في إشارة محتملة إلى الرهائن الإسرائيليين.
أظهرت مقاطع مصورة قيام مسلحين ملثمين من كتائب القسام، بعضهم يحمل أسلحة وآخرون هراوات، بتفريق المتظاهرين والاعتداء عليهم.
جرت معظم الاحتجاجات أمام مستشفى الإندونيسي. وناشد أحد المتظاهرين مراسل قناة الجزيرة أنس الشريف بالخروج من المستشفى وتغطية الأحداث، في انتقاد ضمني لموقف القناة المتحفظ تجاه حماس.

#### جباليا
لاحقًا، خرجت مظاهرة في مخيم جباليا، أحرق خلالها المحتجون الإطارات ورددوا شعارات مناهضة للحرب من بينها: "بدنا ناكل".

#### خان يونس
توسعت دائرة التظاهرات إلى مدينة خان يونس، حيث هتف المتظاهرون لإنهاء الحرب وسقوط حكم حماس.
مع حلول المساء، انتشرت عبر تلغرام دعوات لمواصلة التظاهرات في مختلف مناطق القطاع في اليوم التالي.

### 26 آذار/مارس

#### بيت لاهيا
لليوم الثاني، احتشد مئات وربما آلاف المتظاهرين في بيت لاهيا، وواصلوا ترديد شعارات مثل "ارحلوا يا حماس!" و"حماس إرهاب!" و"نريد أن نعيش بحرية".

#### مدينة غزة
في مدينة غزة، خرجت تظاهرة صغيرة، ردد المشاركون فيها هتافات مناهضة لحماس. وفي حي الشجاعية، هتف العشرات: "برا برا برا! حماس اطلعي برا!".
دير البلح
شهدت مدينة دير البلح أول تظاهرة لها منذ بدء الاحتجاجات، وبلغ عدد المشاركين نحو 300 بحسب تقديرات أحد المتظاهرين.

### 27 آذار/مارس
استمرت الاحتجاجات لليوم الثالث، لا سيما في بيت لاهيا وجباليا، وامتدت إلى غزة وخان يونس. في جباليا، ردد المتظاهرون أسماء قيادات من حماس وهتفوا: "عيب عيب، أنتم سبب الدمار"، و"الأرض تهتز"، كما رفعوا لافتات كتب عليها: "مش لعبة بإيديكم"، "بدنا نعيش"، و"ارحلوا يا حماس".
29 آذار/مارس
أفادت عائلة الشاب عدي ناصر الرباعي (22 عامًا)، أحد المشاركين في الاحتجاجات، أنه اختُطف وعُذب وقُتل على يد مسلحين تابعين لحماس. ووردت تقارير تفيد بأن جثمانه جُرّ في الشوارع قبل تسليمه لعائلته.
شهدت جنازته مشاركة آلاف المشيعين، الذين هتفوا: "بالروح بالدم نفديك يا عدي"، و"الله أكبر"، و"برا برا برا! حماس اطلعي برا!".

## احتجاجات مايو
في 19 أيار/مايو 2025، اندلعت مظاهرات حاشدة في مدينة خان يونس جنوب قطاع غزة، شارك فيها مواطنون ونازحون من مختلف أنحاء القطاع، مطالبين بوقف الحرب المستمرة وإنهاء النزوح القسري. ردد المتظاهرون هتافات غاضبة من بينها: "بدنا نعيش.. مش لاقين لقمة عيش"، و"شعب غزة وين يروح.. وقفوا الحرب والتهجير"، و"برا برا برا، حماس اطلع برا"، في إشارة إلى تفاقم الأوضاع الإنسانية وفقدان الأمل بالحياة الكريمة تحت الحصار والقصف المتواصل. وسارت الحشود وسط خيام النازحين والركام، في مشهد يعكس عمق المعاناة الإنسانية واتساع دائرة الغضب الشعبي من استمرار الحرب وهيمنة حماس على القرار السياسي.

## ردود الفعل
شهدت الاحتجاجات في غزة ضد حركة حماس ردود فعل متباينة، حيث حملت الشعارات التي رفعها المتظاهرون عبارات مثل "حماس برا برا" و"كفى دمارًا وحروبًا"، مطالبين الحركة بتسليم الحكم إلى جهة محايدة. وأوضح المكتب الإعلامي الحكومي لحماس أن هذه الشعارات كانت عفوية ولا تعكس الموقف الوطني العام، مشيرًا إلى أن الضغط غير المسبوق الذي يتعرض له الشعب الفلسطيني هو السبب وراء هذه المواقف.
وقال القيادي في حماس باسم نعيم أنه «متوقع بالتأكيد من شعب يتعرض لهذه الإبادة الجماعية لأكثر من 17 شهرا أمام هذه الحرب الضروس.. أن يرفع صوته عاليا ضد الإبادة الجماعية وهذا القتل والتدمير ويطالب بوقف العدوان»، وأضاف أن الشعب الفلسطيني «يعلم يقينا أن المقاومة قدمت كل ما هو مطلوب والتزمت باتفاق وقف إطلاق النار وقدمت كل المرونة والإيجابية من أجل إنهاء الحرب»، مردفا: «لذلك أن يصرخ الناس بصوت عال من أجل وقف العدوان هذا أمر متوقع» وأن «العدو من جهة وبعض الأطراف بأجندات سياسية ضيقة ومغرضة من جهة أخرى حاولوا حرف مسار المسيرات الشعبية العفوية في اتجاهات تخدم أجندة الاحتلال، وتصويرها وكأن الشعب الفلسطيني يتحرك في الشارع ضد مشروع المقاومة وتطلعات شعبنا الفلسطيني بالحرية والاستقلال».
أكد المتحدث باسم حركة فتح أن حماس فقدت شرعيتها لدى شعب غزة، داعيًا الحركة للاستجابة لمطالب المحتجين والانفكاك عن ارتباطاتها الإقليمية والخارجية. وفي السياق ذاته، أشار محللون سياسيون إلى أن هذه الاحتجاجات تعكس فشل حماس في معالجة الأزمات المتراكمة في القطاع، حيث أصبح الغزيون يطالبون بحلول جذرية بدلًا من الشعارات السياسية.
رغم تصاعد الغضب الشعبي، اتهمت حماس بعض الجهات الخارجية بتمويل هذه الاحتجاجات، مؤكدة أنها محاولة لإثارة الفتنة الداخلية وصرف الانتباه عن جرائم الاحتلال الإسرائيلي.